# Face Racers: Photo Finish
Face Racers: Photo Finish es un videojuego de carreras desarrollado por Renegade Kid y publicado por Majesco Entertainment para Nintendo 3DS. Fue lanzado el 6 de diciembre de 2011 en Norteamérica.

## Jugabilidad
La jugabilidad es similar a la mayoría de los juegos del género de carreras, pero incluye un gancho único para tomarte una foto usando la cámara de la Nintendo 3DS y colocar un avatar tuyo en el juego. La personalización del coche y la personalización del avatar también son modos clave dentro del juego.

## Recepción
En su edición de septiembre de 2011, Nintendo Power otorgó al juego una puntuación muy baja de 4.0 y dijo que "[los] potenciadores genéricos, gráficos atroces y una gran cantidad de texturas recicladas ciertamente no ayudan al caso del juego".